# Antoniu Vasile
Antoniu Vasile (ur. 27 sierpnia 1942 w Braile) – rumuński bokser, dwukrotny medalista mistrzostw  Europy.
Zdobył brązowy medal w wadze lekkiej (do 60 kg) na mistrzostwach Europy w 1965 w Berlinie; w półfinale pokonał go Józef Grudzień. Na kolejnych mistrzostwach Europy w 1967 w Rzymie wystąpił w wadze lekkopółśredniej (do 63,5 kg). Odpadł w ćwierćfinale po przegranej z Jánosem Kajdim z Węgier. Odpadł po trzeciej walce na igrzyskach olimpijskich w 1968 w Meksyku po porażce z późniejszym wicemistrzem  w kategorii lekkopółśredniej Enrique Regüeiferosem. Odpadł w pierwszej walce na mistrzostwach Europy w 1969 w Bukareszcie.
Powrócił do wagi lekkiej. Zdobył w niej srebrny medal na mistrzostwach Europy w 1971 w Madrycie po pokonaniu w półfinale László Orbána z Węgier i przegranej w finale z Janem Szczepańskim. Odpadł w drugiej walce na igrzyskach olimpijskich w 1972 w Monachium.
Antoniu Vasile był mistrzem Rumunii w wadze lekkiej w 1965, 1966, 1971 i 1972  oraz w wadze lekkopółśredniej w 1968 i 1969, a także brązowym medalistą w wadze piórkowej (do 57 kg) w 1963 oraz w wadze lekkopółśredniej w 1967 i 1970.